# Associazione italiana soccorritori
L'Associazione italiana soccorritori (AIS) è un'associazione senza fini di lucro costituita a Milano il 16 aprile 1970 per istruire la popolazione sulle manovre indispensabili di primo soccorso.
L'AIS venne fondata, con il patrocinio della Provincia di Milano, da un gruppo di persone e medici operanti nei settori di emergenza-urgenza, consapevoli della scarsa preparazione della popolazione nel primo soccorso e della pericolosità delle manovre applicate in modo errato.
Per i frequentatori dei corsi venne creato appositamente un Manuale di pronto soccorso e rianimazione: dalla fondazione sono stati distribuiti oltre 150.000 manuali, e ciò significa oltre 150.000 frequentatori, corrispondendo ogni manuale ad una sola persona.
Il corso AIS è riconosciuto quale formazione per i responsabili del primo soccorso aziendale a norma della ex-626, e si compone di otto lezioni da due ore distribuite in quattro settimane, tenute da medici chirurghi e anestesisti/rianimatori.
Gli argomenti trattati comprendono la chiamata di emergenza, principi di anatomia, stato di shock, ferite, fratture e rianimazione cardiopolmonare (BLS) in caso di arresto respiratorio o cardiaco.
La sede dell'associazione è situata nel padiglione "Litta" dell'Ospedale Maggiore Policlinico di Milano, che è anche sede dei corsi organizzati dalla Sezione di Milano.